# Frailea pygmaea

Frailea pygmaea (Speg.) Britton & Rose es una especie de planta fanerógama de la familia Cactaceae.

## Distribución
Es endémica de Argentina, Brasil, Uruguay y Paraguay. Es una especie rara en las colecciones.

## Descripción
Frailea pygmaea crece de forma individual o en formando grupos con forma esférica o cilíndrica corta, de color verde brillante al cuerpo es de color gris verdoso. El cuerpo puede alcanzar un diámetro de 3 cm y hasta 7 centímetros de altura. Las 13 a 24 costillas se dividen en pequeñas cúspides, apenas perceptibles. Las areolas de color blanco, hirsutas, con espinas de 1-4 mm de largo espinas  en la superficie  y no se puede distinguir entre las espinas centrales y radiales. Las flores son amarillas de hasta 2,5 centímetros de largo y 3 centímetros de diámetro. Los frutos son esféricos.

## Taxonomía

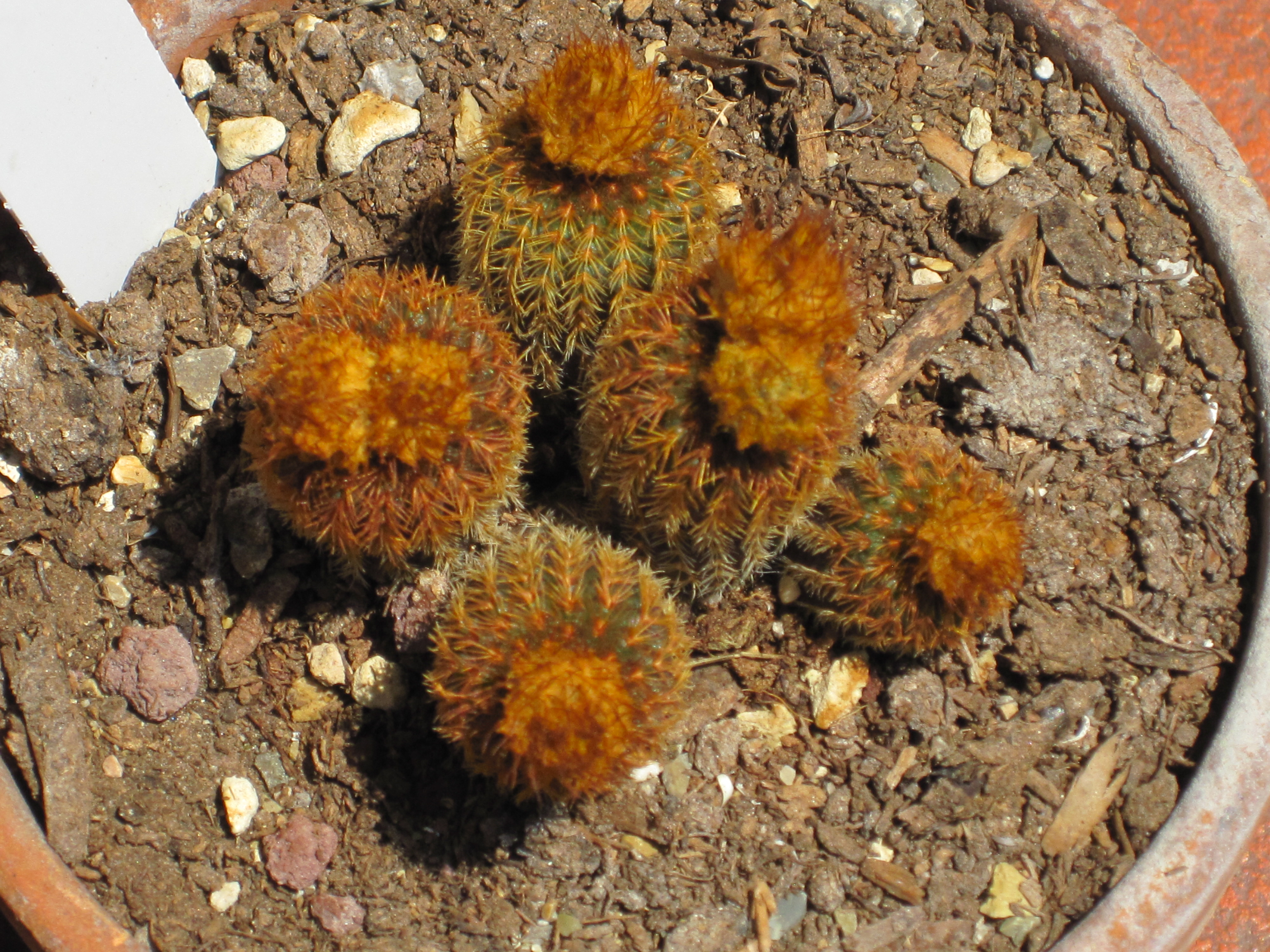
Frailea pygmeae var. aurea

Frailea pygmaea fue descrita por (Speg.) Britton & Rose y publicado en The Cactaceae; descriptions and illustrations of plants of the cactus family 3: 210–211. 1922.
Etimología
Frailea: nombre genérico otorgado en honor del español Manuel Fraile.
pygmaea epíteto latino que significa "enana".
Variedades
- Frailea pygmaea subsp. pygmaea
- Frailea pygmaea subsp. albicolumnaris

Sinonimia
- Echinocactus pulcherrimus
- Malacocarpus pulcherrimus
- Frailea pulcherrima
- Frailea albicolumnaris
- Frailea asperispina
- Frailea aureispina
- Frailea fulviseta
- Frailea aureinitens
- Astrophytum asperispinum (F.Ritter) Halda & Malina
- Astrophytum aureinitens (Buining & Brederoo) Halda & Malina
- Astrophytum aureispinum (F.Ritter) Halda & Malina
- Astrophytum aureum (Backeb.) Halda & Malina
- Astrophytum dadakii (A.Berger) Halda & Malina
- Astrophytum phaeodiscum (Speg.) Halda & Malina
- Astrophytum pseudopulcherrimum (Y.Itô) Halda & Malina
- Astrophytum pulcherrimum (Arechav.) Halda & Malina
- Astrophytum pygmaeum (Speg.) Halda & Malina
- Echinocactus dadakii Fric
- Echinocactus pygmaeus Speg. basónimo
- Frailea aurea Backeb.
- Frailea aureispina var. pallidior F.Ritter
- Frailea dadakii (Fric) A.Berger[4]